# アリー・ウォーカー
アリー・ウォーカー（Ally Walker、1961年8月25日 - ）は、アメリカ合衆国テネシー州タラホーマ出身の女優。
父は科学者、母は元弁護士。

## 来歴
1988年『アロハ・サマー』で映画デビュー。1992年公開のアクション映画『ユニバーサル・ソルジャー』で、ジャン＝クロード・ヴァン・ダム、ドルフ・ラングレンと共演。ヴァンダム演じる心無き兵士"ユニバーサル・ソルジャー"のリュックに、人間らしく接し心を取り戻させるヒロイン、ヴェロニカを演じた。
翌1993年、『インターセプター』のマイケル・コーン監督作『犯罪心理捜査官』で、主役の女性捜査官役に抜擢される。その後、『あなたが寝てる間に…』『悪魔たち 天使たち』など幾つかの映画作品に出演するが、脇役に留まっている。
1996年放送開始のテレビドラマシリーズ『プロファイラー 犯罪心理分析官』で、主役のFBI心理分析官-サマンサ“サム”・ウォーターズ博士を演じた。この役で彼女は"美人心理分析官"として強い印象を残し、ドラマも1996年から2000年の第4シーズンまで続く人気作品となった。
その後も、LAW & ORDERやサンズ・オブ・アナーキーなど、幾つかのテレビドラマシリーズにゲスト出演している。

## 出演作品

### 映画
| 公開年 | 邦題 原題                                           | 役名                 | 備考           |
| ------ | --------------------------------------------------- | -------------------- | -------------- |
| 1988   | セクシィ・スーツ Swimsuit                           | ロメラ・ルーペスコ   | テレビ映画     |
| 1988   | アロハ・サマー Aloha Summer                         |                      | 出演場面カット |
| 1991   | アイ・オブ・ザ・ストーム Eye of the Storm           | Killer Girl          |                |
| 1992   | ユニバーサル・ソルジャー Universal Soldier          | ヴェロニカ・ロバーツ |                |
| 1992   | シングルス Singles                                  | パム                 |                |
| 1994   | 犯罪心理捜査官 When the Bough Breaks                | オードリー・マクレア | 日本劇場未公開 |
| 1995   | あなたが寝てる間に… While You Were Sleeping         | アシュレー・ベーコン |                |
| 1995   | 悪魔たち、天使たち Steal Big Steal Little           | ボニー・マーティン   |                |
| 1996   | マンハッタン花物語 Bed of Roses                     | ウェンディ           |                |
| 1996   | ミラクル・アドベンチャー/カザーン Kazaam            | アリス・コナー       | 日本劇場未公開 |
| 1998   | ウェルカム・トゥ・ハリウッド！ Welcome to Hollywood | 本人                 | テレビ映画     |
| 2014   | S.I.U. ロサンゼルス特捜隊 April Rain                | リンダ               | 日本劇場未公開 |

### テレビ
| 放映年    | 邦題 原題                                                  | 役名                           | 備考                                          |
| --------- | ---------------------------------------------------------- | ------------------------------ | --------------------------------------------- |
| 1988      | サンタバーバラ Santa Barbara                               | アンドレア・ベッドフォード     | 94エピソード                                  |
| 1989-1990 | NY市警緊急出動部隊 トゥルー・ブルー True Blue              | ジェシカ・ヘイリー巡査         | 12エピソード                                  |
| 1996      | ウイングス Wings                                           | メリッサ・ウィリアムズ         | シーズン7 第16話 "Love at First Flight"       |
| 1996-1999 | プロファイラー/犯罪心理分析官 Profiler                     | サマンサ“サム”ウォーターズ博士 | 64エピソード                                  |
| 1999      | ザ・プリテンダー 仮面の逃亡者 The Pretender                | サマンサ・ウォーターズ         | シーズン3 第19話 "End Game"                   |
| 2006      | ER緊急救命室 ER                                            | フラン・べヴァンス             | シーズン12 第13話 "Body & Soul"               |
| 2006      | ザ・シールド ルール無用の警察バッジ The Shield             | トリ・バーク                   | シーズン5 第11話 "Postpartum"                 |
| 2007      | アメリカン・ダッド American Dad!                           | メリンダ                       | シーズン2 第15話 "Four Little Words" 声の出演 |
| 2008      | ボストン・リーガル Boston Legal                            | フィービー・プレンティス       | 2エピソード                                   |
| 2008      | ロー&オーダー Law & Order                                  | グレッチェン・スティール       | シーズン18 第5話 "モンスター隣人"             |
| 2008-2010 | サンズ・オブ・アナーキー Sons of Anarchy                   | ジーン・スタール               | 19エピソード                                  |
| 2009      | CSI:科学捜査班 CSI: Crime Scene Investigation              | リタ・ネトルズ                 | シーズン9 第23話 "処刑ライダー"               |
| 2009      | サウスランド Southland                                     | メリル・マシューズ             | 2エピソード                                   |
| 2010      | LAW & ORDER:性犯罪特捜班 Law & Order: Special Victims Unit | スタントン                     | シーズン11 第20話 "隠匿"                      |
| 2014      | TAXI ブルックリン Taxi Brooklyn                            | フランキー・サリヴァン         | 12エピソード                                  |
| 2016-2018 | COLONY/コロニー Colony                                     | ヘレナ・ゴールドウィン         | 13エピソード Netflixで配信                    |